# David Lafore
David Lafore, né en 1972 à Nevers, est un auteur-compositeur-interprète français.

## Biographie
Après des études de théâtre à l'Université d'Aix en Provence, il a œuvré 7 ans dans le théâtre pour enfants (avec le Badaboum théâtre),, Musicien en parallèle, il réalise son premier disque en 1997. Son groupe David Lafore Cinq Têtes fondé en 1995  remporte en Juillet 1999 le concours de la Truffe de Périgueux. Le groupe remporte le prix SACEM en 2003 et sort un premier album, éponyme, l'année suivante, puis un second, intitulé II, en 2007. La critique de l'académie Charles Cros le situe «dans la veine des paroliers caustiques, comme l'étaient Vian ou Gainsbourg, avec des instrumentations où le reggae et les rythmes afro-cubains sont souvent sensibles».
En 2009, David Lafore quitte le groupe et se lance dans un spectacle de chanson solo, Tu m'en diras tant.
Cette même année, il compose avec Ezéchiel Pailhès la BO du film "Bancs publics" de Bruno Podalydès.
En 2015 paraît son album J'ai l'amour, composé de chansons pop teintées d'absurde que Les Inrocks comparent à l'univers musical de Philippe Katerine et dont Bruno Podalydes et Charles Berberian réalisent les clips. Ses chansons «minimalistes et joyeuses» passent du romantisme à la dérision et du pince-sans-rire à l'émotion.
En 2017, il sort un nouvel album, Les Cheveux.
En mai 2019 il sort le EP "Chip Chip" contenant 5 titres qui apparaîtront dans l'album suivant.
En décembre 2019 l'album auto-produit "Incompréhensible" de 14 titres voit le jour.
En juillet 2021 paraît "La tête contre le mur", 13 titres. En novembre sort la version vinyle. L'album est co-realisé et co-mixé par Christophe Van Huffel qui avait déjà co-realisé le précédent. L'album obtient le prix Coup de Cœur de l'Académie Charles Cros en avril 2022.

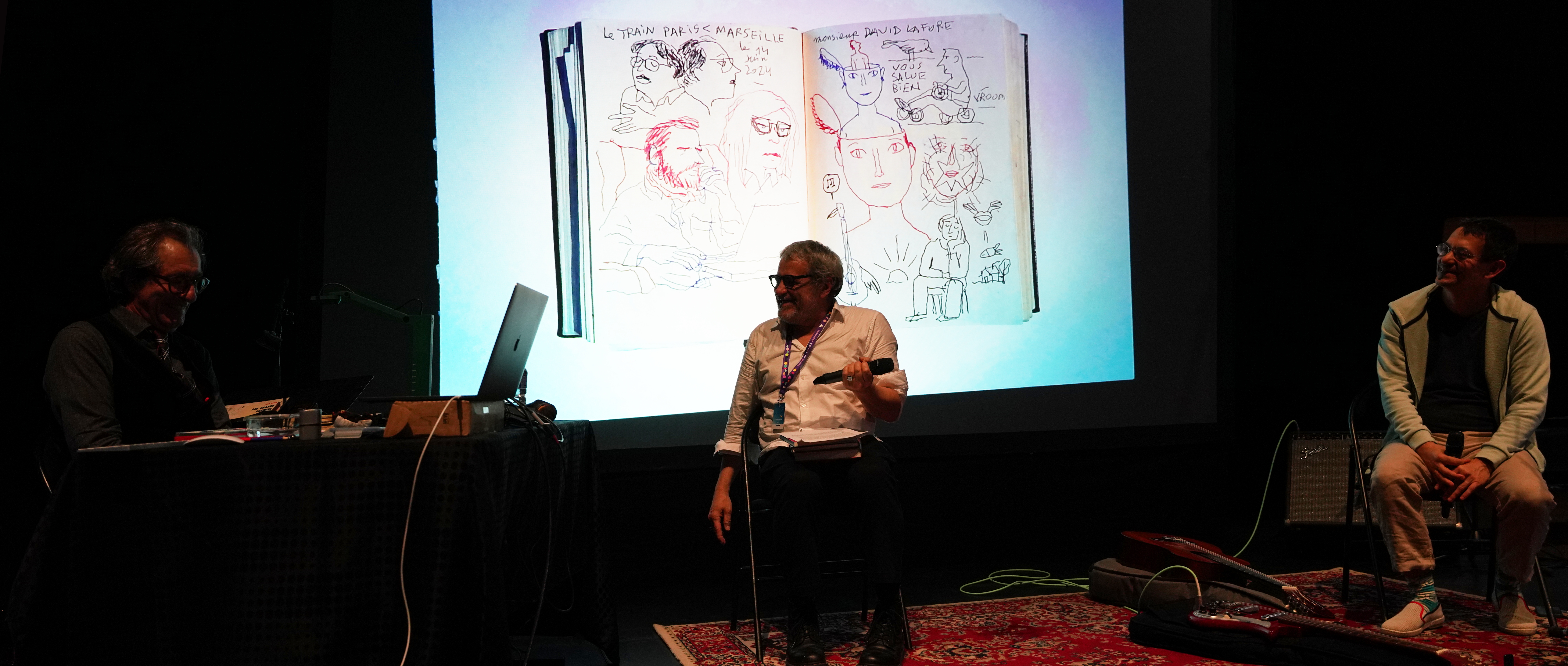
Lecture musicale-dessinée avec Charles Berberian, à gauche, en 2024.

Le 1er décembre 2023 il sort l'EP  5 titres "Toc toc toc" chez Cholbiz. Il signe texte, musique et réalisation et co-signe le mixage avec Christophe Van Huffel.
Le 4 avril 2025 il fait paraître l'EP 5 titres "Opéra" chez Cholbiz. Encore une fois, il écrit les textes, compose la musique, réalise et co-signe le mixage avec Christophe Van Huffel.

## Discographie
- 1997 : David Lafore, CMD
- 2004 : David Lafore Cinq Têtes, Crépuscule France/Pias
- 2007 : II, Opéra-Musique/L'autre Distribution
- 2015 : J'ai l'Amour, Crépuscule France-La Triperie/Musicast
- 2017 : Les Cheveux, La Triperie-autoprod
- 2019 : Incompréhensible, La Triperie-autoprod
- 2021 : La tête contre le mur, Cholbiz-autoprod-La Souterraine
- 2023 : EP Toc toc toc, Cholbiz
- 2025 : EP Opéra, Cholbiz

## Bandes Originales
- 2009 : Bancs Publics (Versailles Rive-Droite), de Bruno Podalydès, BO coécrite avec Ezéchiel Pailhès